# Lower Town Information Center
Le Lower Town Information Center est un office de tourisme américain à Harpers Ferry, dans le comté de Jefferson, en Virginie-Occidentale. Situé dans la Master Armorer's New House, un bâtiment de Shenandoah Street protégé au sein de l'Harpers Ferry National Historical Park, il est géré par le National Park Service.